# Llano Nuevo
Llano Nuevo är en ort i Mexiko.   Den ligger i kommunen Santiago Amoltepec och delstaten Oaxaca, i den sydöstra delen av landet, 400 km sydost om huvudstaden Mexico City. Llano Nuevo ligger 978 meter över havet och antalet invånare är 911.
Terrängen runt Llano Nuevo är bergig åt nordost, men åt sydväst är den kuperad. Runt Llano Nuevo är det ganska tätbefolkat, med 54 invånare per kvadratkilometer. Llano Nuevo är det största samhället i trakten. I omgivningarna runt Llano Nuevo växer huvudsakligen savannskog.